# Épi du cheval
Pour les articles homonymes, voir EPI.

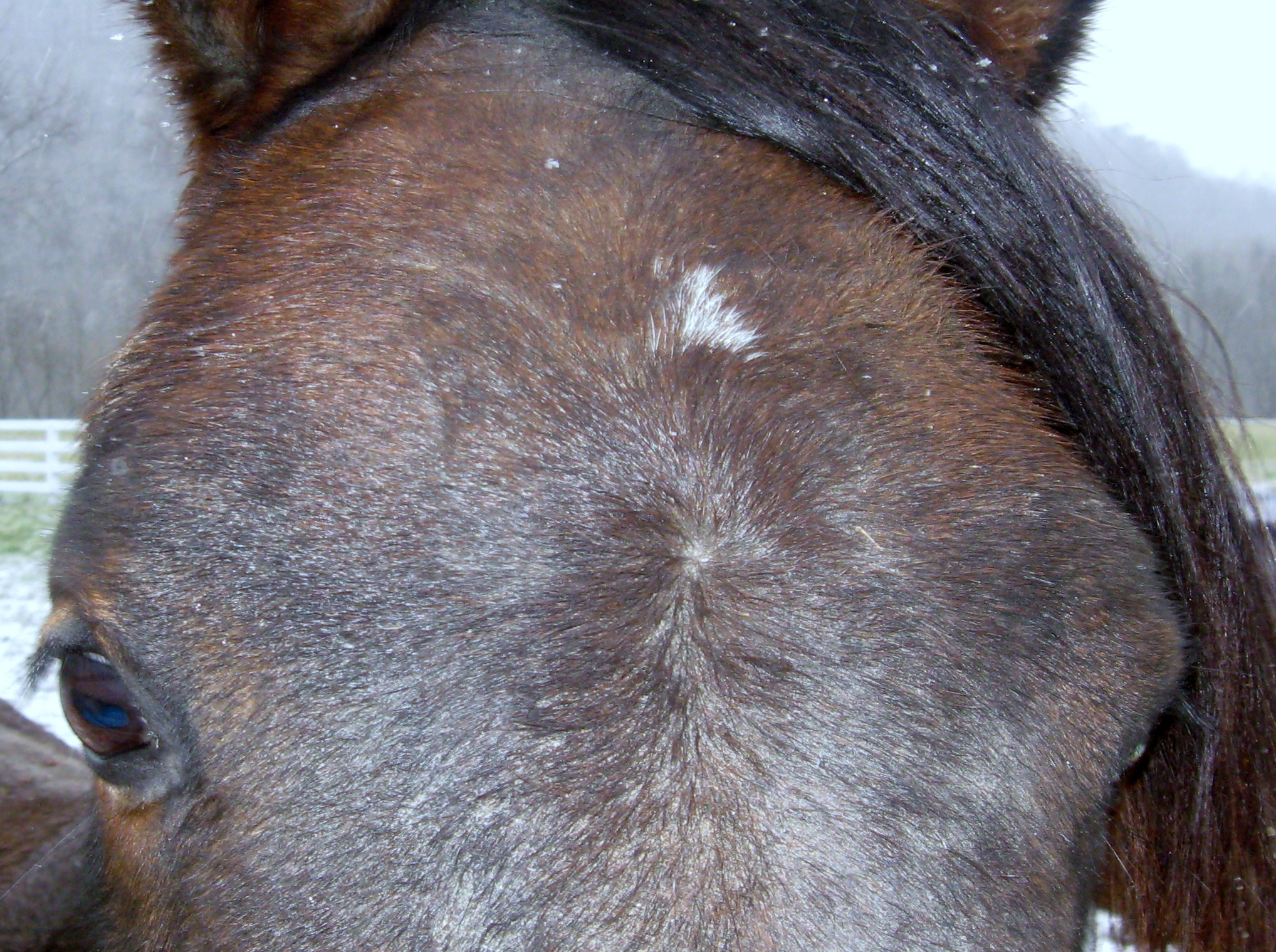
Epi divergent, de sens anti-horaire, médian au dessus de la ligne des yeux.

Un épi chez un cheval est un ensemble de poils divergents ou convergents autour d’un point, plus ou moins apparent. Il est défini par le sens de pousse des poils (horaire ou anti-horaire) et sa localisation. Les épis peuvent être présents sur toutes les parties du corps, et se trouvent principalement sur la tête, l'encolure, le poitrail, le ventre, et les jarrets. Un cheval possède en moyenne 6 épis, bien qu'un cheval arabe ait été enregistré avec 40 épis. Le nombre d'épis et leurs localisations sont relevés dans le signalement des chevaux, afin de permettre leur identification. Leur position relative entre eux donne également des éléments caractéristiques d'un cheval : épis juxtaposés, superposés, etc. Environ 78 % des chevaux ont un épi sur la tête, 16 % ont des épis doubles et seulement 6 % des triples ou plus.

## Caractéristiques
Les caractéristiques de l'épi, en plus de sa localisation, du sens de pousse du poil, et de sa taille, permettent de caractériser un cheval. Un épi peut être:
- Confus si le point central n’est pas discernable
- Mélangé s'il comporte des poils blancs en plus de ceux de la couleur
- Penné, si les poils s'organisent le long d'une ligne, nommée pennure, et non plus d'un point.
- Sinueux, si deux lignes opposées de la pousse des poils se rencontrent le long d'une ligne incurvée irrégulière[2].
- Spiralé pour les poils divergents en tournant autour d’un point

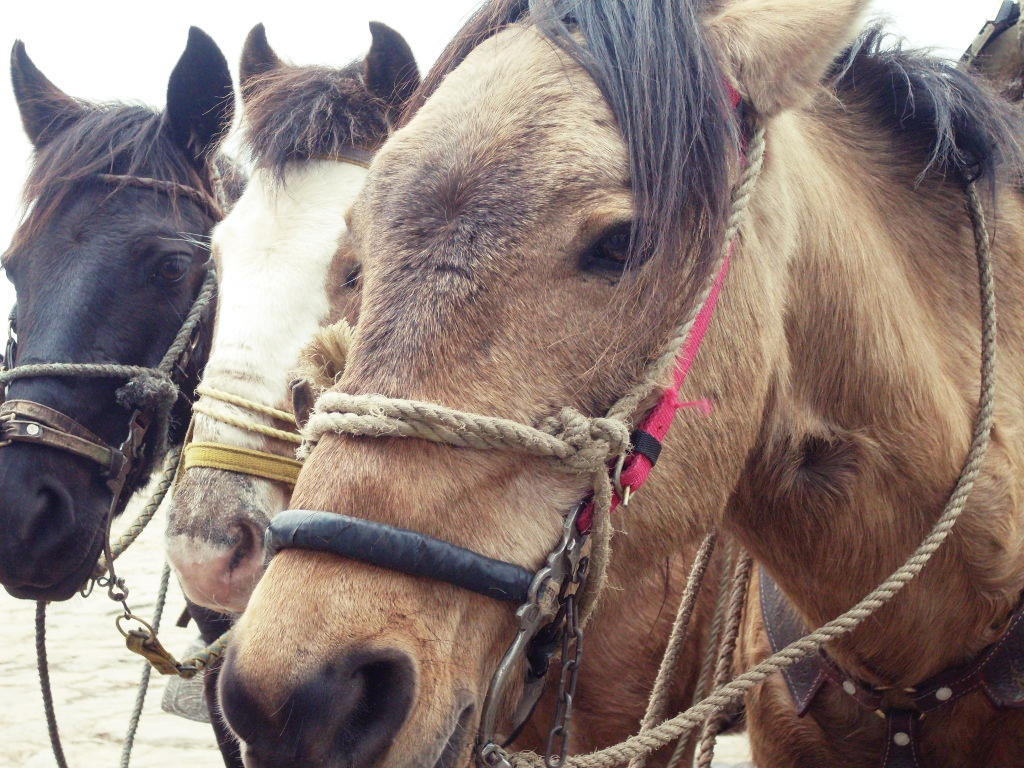
Epi divergent, en haut de la gouttière jugulaire gauche.
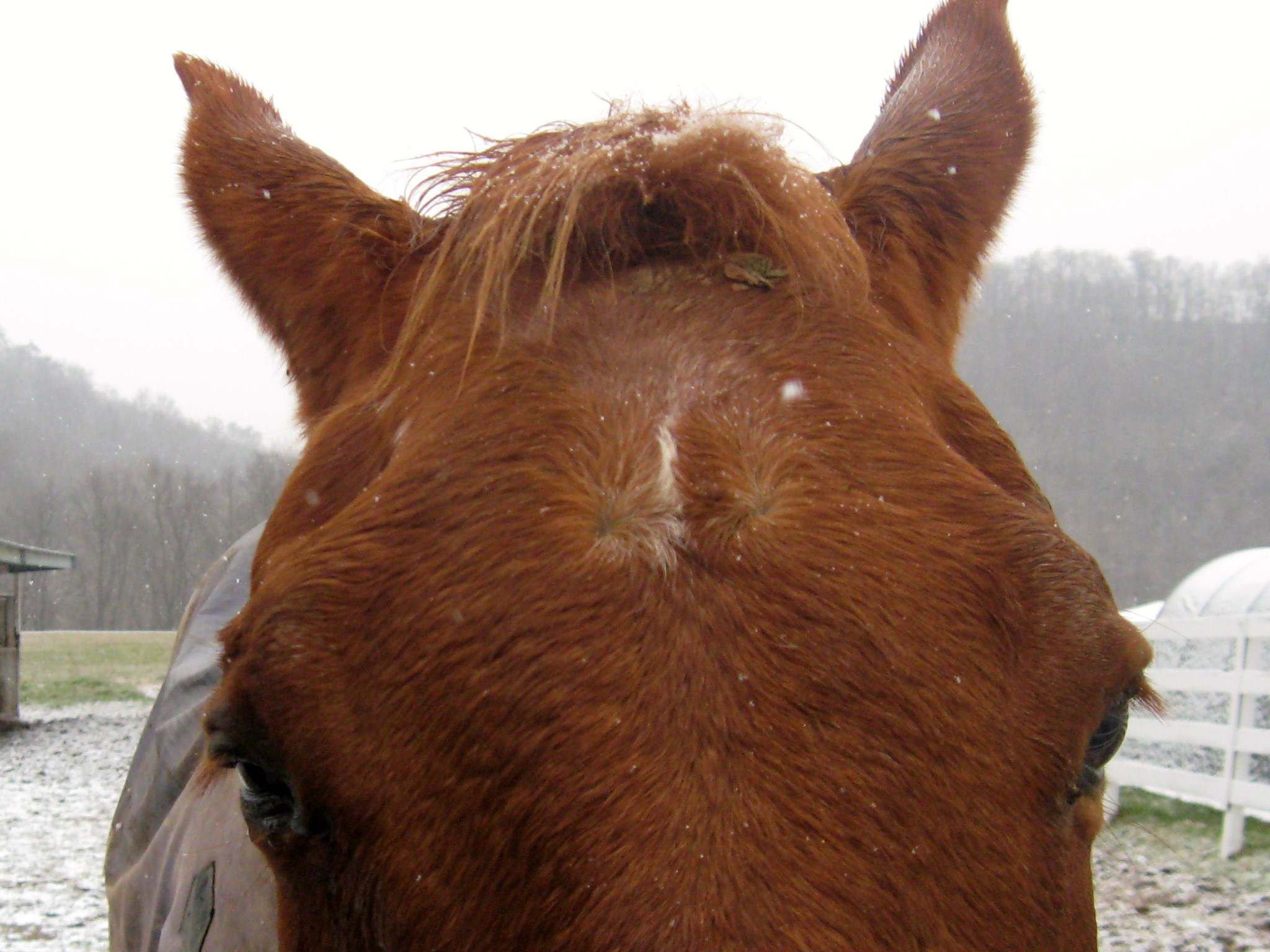
Epis double, divergents, juxtaposés, médian en ligne des salières, un de sens anti-horaire, le second dans le sens horaire.
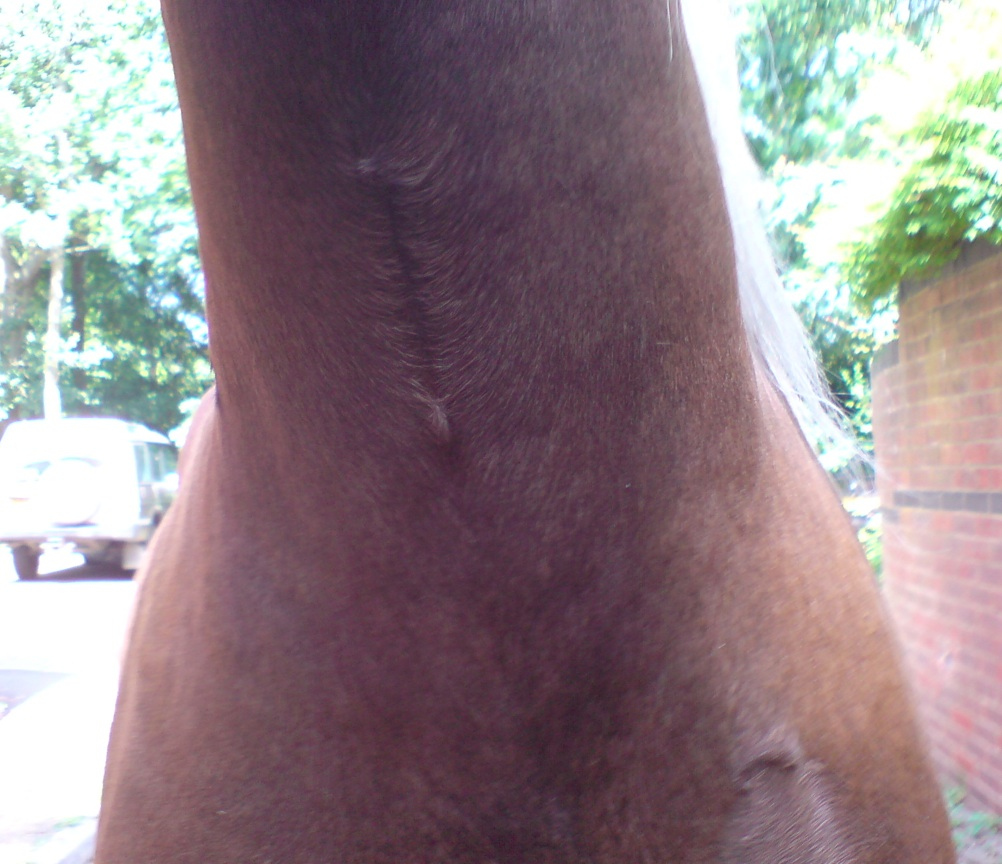
Epi penné à la base de la trachée.
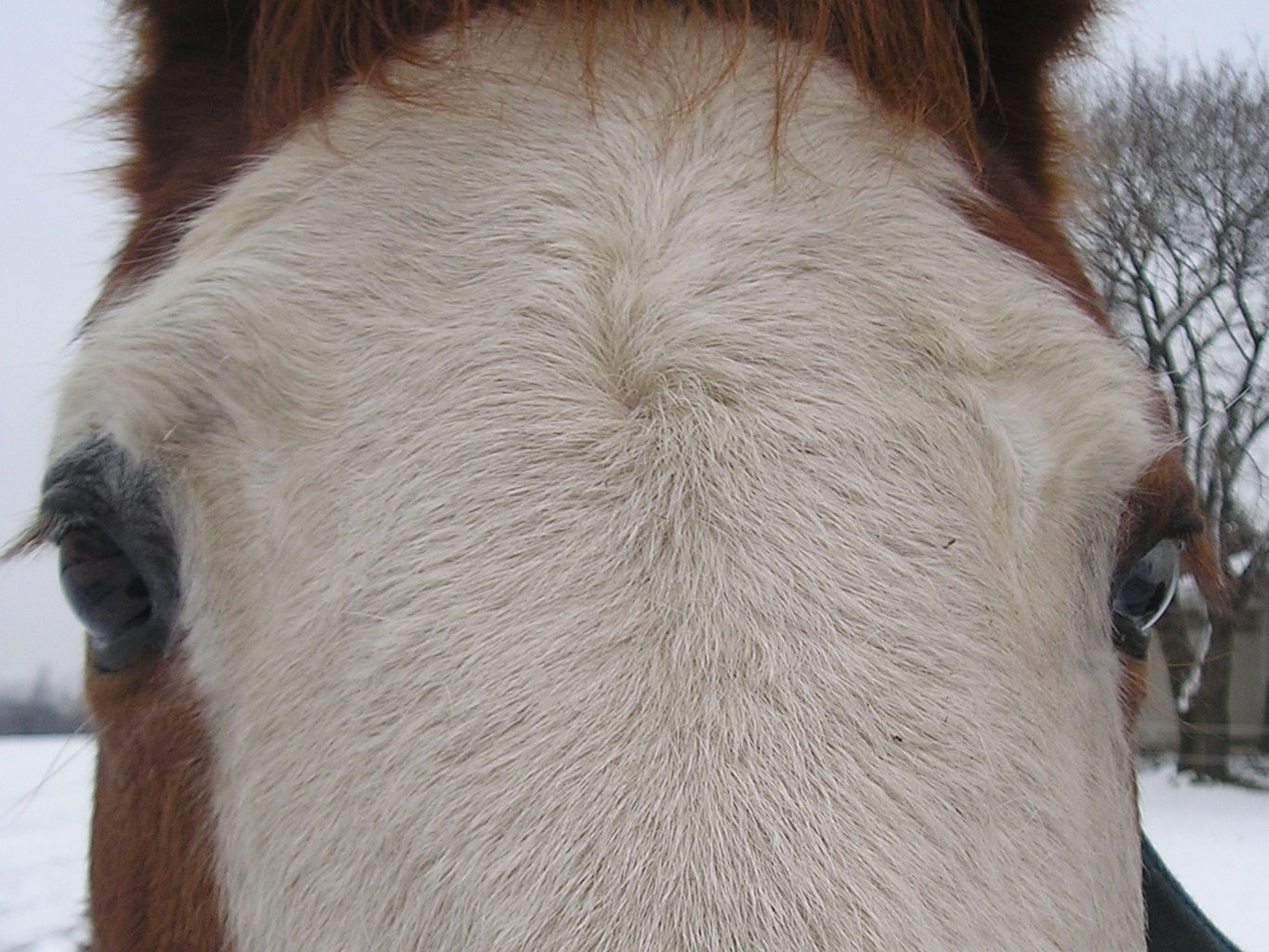
Epi spiralé, divergent, de sens horaire, médian au dessus de la ligne des yeux.

## Légendes
Les cavaliers bédouins utilisaient des épis pour déterminer la valeur marchande des chevaux. Ils recherchaient des épis entre les oreilles du cheval, qu'ils interprétaient comme un signe de rapidité. 
Les épis de part et d'autre de l'encolure, de la taille d'un doigt, étaient appelés le «doigt du Prophète», en référence à la légende suivante :
"Le Prophète Mohammed errait dans le désert avec son troupeau de chevaux pendant plusieurs jours. Comme il s'approchait d'une oasis, il envoya boire ses chevaux. Mais quand les chevaux assoiffés s'approchèrent de l'eau, il les rappela. Seules cinq de ses juments se sont arrêtées et sont retournées à lui. Pour les remercier pour leur fidélité, il les a bénis en pressant son empreinte digitale contre leur encolure."
On croit qu'un cheval avec une telle marque sera remarquable, étant un descendant d'une de ces juments de couvain que le prophète Mahomet particulièrement précieux.
D'autres croyances bédouines incluent:
- Un épi en spirale sur la poitrine signifiait la prospérité.
- Un tourbillon sur la circonférence était un signe de bonne fortune, et une augmentation des troupeaux.
- Un épi sur le flanc, très courbé, signifiait la sécurité dans la bataille. S'il était incliné vers le bas, cela signifiait prospérité.
- Un épi située sur la trachée était appel girouette du sultan, et signifiait l'amour et la prospérité.
- Un épi au-dessus des yeux signifiaient que le maître allait mourir d'une blessure à la tête.
- Un épi situé près du garrot était appelé épi du cercueil. S'il descendait vers l'épaule, cela signifiait que le cavalier mourrait à la selle, probablement au combat ou à la suite d'un coup de feu.
- Un épi en spirale sur la joue du cheval signifiait la dette et la ruine.
- Un épi  d'un côté de la queue signifie misère et famine.

## Lien avec le tempérament
Des études ont fait état d'une relation statistique entre l'emplacement, le nombre ou le type d'épis et le comportement ou le tempérament chez les chevaux.
Une étude sur 219 chevaux de travail a trouvé une relation entre la direction des épis de la tête et la latéralité : les chevaux latéralisés à droite avaient significativement plus d'épis en tête dans le sens horaire, et inversement, les chevaux latéralisés à gauche avaient significativement plus d'épis en tête dans le sens anti-horaire,.
Les chevaux Konik avec un seul épi situé au-dessus de leurs yeux ont été classés comme plus difficile à manipuler, tandis que ceux avec un seul épis situé en dessous ou à droite de la ligne des yeux étaient plus faciles à manipuler. Ceux avec des épis pennés ou doubles ont agi plus prudemment en arrivant face à un objet inconnu. Ils ont observé plus longtemps et ont été plus lents à s'approcher que les chevaux possédant uniquement des épis simples,.
Les poneys Lundy avec des épis sur le côté gauche ont un tempérament plutôt calme, placide, enthousiaste et convivial, alors que ceux avec des épis à droite ont un tempérament plutôt méfiant, volatil, asocial et antipathique. Les poneys avec deux épis faciaux sont considérés comme beaucoup plus enthousiastes et moins prudents que ceux avec un ou trois épis faciaux. 
Les épis des  chevaux de pur-sang peuvent être des indicateurs physiques d'une prédisposition à exécuter des comportements anormaux répétitifs (tics).
La dresseuse Linda Tellington-Jones pense que les épis peuvent indiquer le tempérament d'un cheval:
- Les épis positionné au-dessus des yeux, les plus courants, indiquent un cheval avec une nature peu compliquée.
- Les chevaux avec des épis sous les yeux ont généralement une intelligence supérieure à la moyenne.
- Les épis à gauche de la tête indiquent un cheval compliqué mais digne de confiance, tandis que les chevaux avec des épis sur le côté droit peuvent ne pas coopérer.
- Les chevaux avec des épis pennés sont sympathiques.
- Les chevaux avec deux épis contiguës peuvent être émotifs et difficiles à manipuler.
- Trois épis sur le front sont extrêmement rares et peuvent indiquer un cheval imprévisible.

Cette approche a valu à Linda Tellington-Jones certaines critiques sur le côté « simpliste » d'une telle théorie.